# Романовський Юрій Сергійович
Романовський Юрій Сергійович (1924—1984) — радянський і український кінооператор, режисер. Нагороджений медалями.

## Життєпис
Народився 30 жовтня 1924 р. в Москві в родині службовця.
Учасник Німецько-радянської війни.
Закінчив операторський факультет Всесоюзного державного інституту кінематографії (1951).
З 1951 р. працював на Одеській кіностудії.
Був членом Спілки кінематографістів УРСР.
Помер 27 березня 1984 р.

## Фільмографія
Кінооператор:
- «Ти молодець, Аніто!» (1956)
- «...зміна починається о шостій» (1958)
- «Виправленому вірити» (1959)
- «Водив поїзди машиніст» (1961)
- «Наш чесний хліб» (1964, у співавт. з О. Рибіним)
- «Царі» (1965)
- «Товариш пісня» (1966, режисер новели «Пісня про матір»)
- «Життя та дивовижні пригоди Робінзона Крузо» (1972, оператор комб. зйомок)
- «Іду своїм курсом» (1974)
- «Місто з ранку до опівночі» (1976, 2-й оператор)
- «У мене все нормально» (1978) та ін.

Режисер-постановник:
- Поставив дитячу стрічку «Бокс», що входить до кіноальманаху «Компаньєрос» (1963).